# Hovrätten för Nedre Norrland
Hovrätten för Nedre Norrland är en svensk hovrätt vars domkrets omfattar Gävleborgs län, Jämtlands län och Västernorrlands län. Själva hovrätten ligger i Sundsvall och inrättades 1948 i syfte att minska Svea hovrätts arbetsbörda. Domstolsbyggnaden ritades av Backström & Reinius.
Tingsrätterna inom denna hovrätts domkrets är
- Gävle tingsrätt
- Hälsinglands tingsrätt
- Sundsvalls tingsrätt
- Ångermanlands tingsrätt
- Östersunds tingsrätt

Före 1 juli 1976 låg Gävle tingsrätt och dåvarande Sandvikens tingsrätt under Svea hovrätt.

## Hovrättspresidenter
- 1948–1964: Knut Elliot
- 1964–1974: Åke von Schultz
- 1974–1982: Karl-Erik Skarvall
- 1982–1998: Håkan Winberg
- 1998–2008: Barbro Hegrelius-Jonsson
- 2008–2010: Sten Andersson
- 2011 (tidsbegränsat): Karl-Gunnar Ekeberg
- 2011–2016: Sten Burman
- 2016–2021: Erik Brattgård[2]
- 2021–: Agneta Ögren[3]